# Miguel Von Dangel
Miguel Von Dangel Hertrich (Bayreuth, Alemania, 1946-Caracas, 25 de julio de 2021) fue un pintor y escultor venezolano.

## Biografía
Nació en Bayreuth, Alemania en 1946. En compañía de sus padres, el zoólogo polaco Félix Von Dangel y la alemana Susanne Hertrich, emigra a Venezuela en 1950. Desde esa fecha, vive en Petare, Estado Miranda. En 1963, se inscribe en los cursos libres de la Escuela de Artes Visuales Cristóbal Rojas. Recibe clases del artista Luis Guevara Moreno quien fuera para él de gran estímulo. Paralelamente estudia taxidermia, actividad que será de enorme importancia en su trabajo artístico posterior. Con el grupo de alumnos del taller de grabado de Guevara Moreno expone por vez primera, antes de retirarse de la Escuela en 1965. Es cuando conoce al pintor Bárbaro Rivas, encuentro que fue crucial para Von Dangel. Desde entonces, su trabajo es el de un autodidacta. 
Von Dangel, además de Bárbaro Rivas, tuvo particular interés y predilección por las obras de maestros de la talla de Grünewald, Van Gogh, Bosch, Grosz, Armando Reverón, Emerio Darío Lunar y Mario Abreu. Además de su formación como taxidermista, sus viajes al Amazonas han sido cruciales para conocer las diversas etnias, cultura y artesanías. Su contacto con los piaroas, makiritares y panares es fundamental en su formación y expresión artística. A través de ellos adquirió conocimiento acerca de los animales, paisaje, geografía: formas del trópico, su desmesura, procesos de vida y de muerte. Estudiará los mitos, costumbres y artesanías.
Ha tenido una prolífica carrera desde ese entonces. Su obra ha sido causa de algunas controversias, al integrar animales disecados en sus obras, entre estos un perro crucificado en la obra Retrato espiritual de un tiempo en 1972, por lo que fue muy criticado e incluso calificado de hereje. Con esta pieza cierra un ciclo de intensas crisis y búsquedas religiosas. 
En 1973 y 1974, participa en dos ediciones consecutivas del Premio Ernesto Avellán, y asiste fuera de concurso a la edición de 1979. En 1990 culminó su obra La Batalla de San Romano, que fue enviada a la bienal de Venecia en 1992.
Recibió el Premio Nacional de Artes Plásticas en 1990. En 2001 recibió el Premio Anual de Artes Plásticas "Pedro Ángel González", que había sido creado por la Gobernación del Distrito Federal y luego mantenido por la Alcaldía Metropolitana de Caracas. En 2003, la Feria Iberoamericana de Arte le rindió homenaje por su trayectoria. 
En 2014, realizó una exposición denominada Petare, De Civitate Dei, en la que le hace un homenaje a Petare por sus 393 años.
El 30 de abril de 2021, Miguel von Dangel contrae matrimonio con Elisa Zambrano, con quien desde hace diez años mantenía una relación sentimental. 

## Obra y trayectoria
Desde sus inicios en la década de los sesenta, la trayectoria de Miguel Von Dangel ha sido extensa. La primera época fue de ensayos y búsquedas tanto en dibujos, pinturas y esculturas. Emplea objetos reales y animales disecados. Su obra presenta carácter simbólico predominando los valores religiosos. En esos años realiza la serie Crucifixiones que llamará: Sacrifixiones, esculturas hechas con papel periódico que expone en 1969. Entonces su estilo se distinguía por su abarrocamiento y por realizar acumulaciones orgánicas con materiales de distinta procedencia: animales (o fragmentos disecados), metales, huesos, espejos, monedas, partituras, etc. 
En 1982, expone collages realizados sobre mapas de Venezuela. De esta manera retoma su interés por la geografía, los paisajes y los animales. En esa década de los ochenta, Von Dangel utiliza insectos recubiertos en oro para convertirlos en joyas: serpientes y escorpiones aluden al llano y a la selva sudamericanos. Realiza luego la serie de tierras encapsuladas. En ese entonces se declara heredero de Carmelo Fernández y de Armando Reverón al proponer renovar el paisaje y crear, con estos encapsulados, "un nuevo concepto del espacio, la geografía, flora y fauna venezolanas". En 1983 inicia el proyecto de los mapas circulares, mapas geográficos o mandalas. 
Entre 1992 y 1993, realiza la instalación La tauromaquia en el Museo de Arte Contemporáneo Mario Abreu en Maracay, estado Aragua. Se trató de un conjunto de pinturas y esculturas en torno al tema taurino y al sacrificio del animal. Es una obra de fuerte carga simbólica, que responde al código personal del artista: mitos relativos al toreo como el de Zeus y el rapto de Europa; Teseo y el minotauro; tascas, afiches taurinos, transformismo de la virilidad y feminidad, traje de luces, la víctima/el victimario, etc. 
En 2002, comienza una obra llamada El Desesperanto, en el cual integra además de dibujo, pintura, imágenes y textos alusivos a su vida y obra.
Desde los ochenta hasta la actualidad, prosigue realizando su serie de Mapas intervenidos. Se trata de piezas que buscan trascender en una gran utopía ya que "son detonadores –o contenedores– de efluvios, de energías en constante dinamismo (...) más que concebir el mundo como una representación, se trata de la voluntad de traspasar múltiples fronteras. Todo aquí está en devenir, en proceso".